# Kurabdoddi, Raichur
Kurabdoddi là một làng thuộc tehsil Raichur, huyện Raichur, bang Karnataka, Ấn Độ.